# Melissa & Joey
Melissa & Joey is een Amerikaanse televisieserie van de zender ABC Family, met in de hoofdrollen Melissa Joan Hart en Joseph Lawrence. De serie werd in Amerika oorspronkelijk van 17 augustus 2010 tot en met 5 augustus 2015 uitgezonden. In Nederland werd de eerste aflevering op 5 september 2011 uitgezonden door Comedy Central.

## Samenvatting

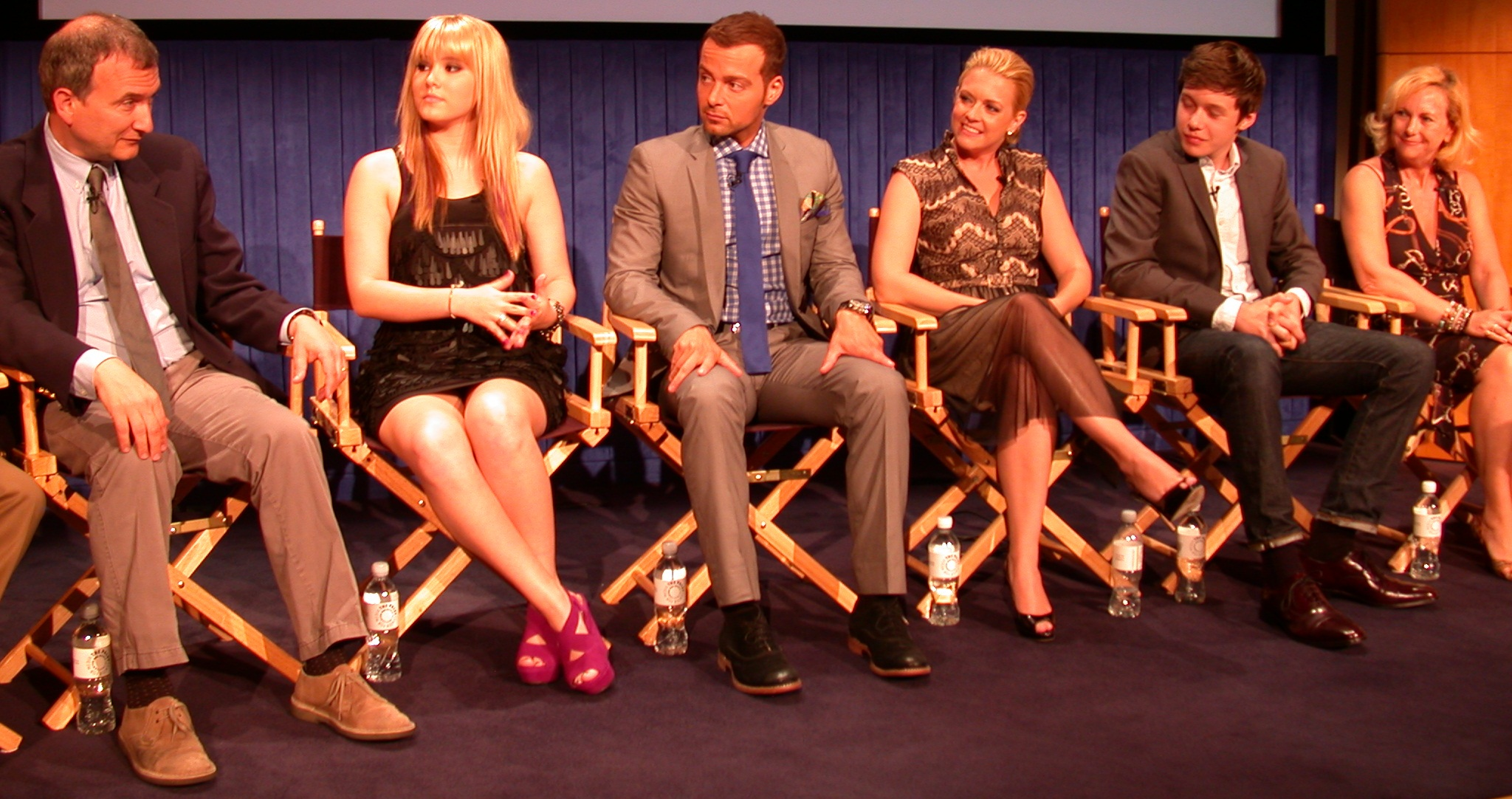
V.l.n.r.: Melissa & Joey-bedenker David Kendall, castleden Taylor Spreitler, Joseph Lawrence, Melissa Joan Hart en Nick Robinson en producente Paula Hart.

De serie gaat over de politica Melanie 'Mel' Burke en haar nanny Joseph 'Joe' Longo. Mel is gemeenteraadslid en komt uit een politieke familie. Vanwege een familieschandaal neemt Mel haar nichtje Lennox en neefje Ryder in huis. Ondertussen is het miljoenenbedrijf waar Joe werkt, failliet gegaan en is hij op zoek naar werk. Mel neemt hem aan als oppas.
Hart en Lawrence hebben in de jaren 90 in bekende series gespeeld: Lawrence in Blossom en Hart in Sabrina the Teenage Witch. In Melissa & Joey zit een aantal referenties naar deze series.

## Rolverdeling

### Hoofdrollen
- Melanie 'Mel' Burke (Melissa Joan Hart) is een gemeenteraadslid in Toledo, Ohio. Toen ze jong was, feestte ze veel en was ze onverantwoordelijk, maar nu zorgt ze voor haar neefje en nichtje omdat hun moeder (haar zus Meredith) werd gearresteerd vanwege het witwassen van geld en hun vader verdween om niet opgepakt te worden voor ponzifraude.
- Joseph 'Joe' P. Longo (Joseph Lawrence) is een voormalig zakenman die zijn baan, geld en huwelijk kwijtraakte als gevolg van de ponzifraude van Mels zwager. Hij solliciteerde uiteindelijk om bij Mel als oppas en huishoudelijk werker te gaan werken.
- Lennox Elizabeth Scanlon (Taylor Spreitler) is een vrijgevochten, artistiek meisje.
- Ryder Scanlon (Nick Robinson) is het jongste lid van het gezin.

### Bijrollen
- Stephanie Krause (Lucy DeVito) is Mels assistent. Ze is hyperactief en erg loyaal en laat vaak merken dat ze een oogje heeft op Joe.
- Tiffany Longo (Megan Hilty) is Joe's ex-vrouw, die voor het eerst te zien is in aflevering 13. Af en toe komen Joe en Tiffany weer bij elkaar.
- Holly Rebeck (Rachel G. Fox) is Ryders agressieve, overheersende vriendin. Ze is vaak manipulatief, jaloers en verwaand en Ryder doet vaak wat zij van hem verwacht. In het begin van het derde seizoen wordt bekend dat Holly het met Ryder heeft uitgemaakt, nadat ze erachter was gekomen dat hij wiet had gerookt tijdens een schoolreisje.
- Zander Carlson (Sterling Knight) is Lennox' vriendje, met wie ze de langste relatie heeft. Hij is artistiek en een slimme student. Hij heeft goede manieren en is erg zorgzaam.

## Trivia
- Een jaar voor de uitzending van de eerste aflevering van Melissa & Joey waren hoofdrolspelers Melissa Joan Hart en Joseph Lawrence samen te zien als de hoofdpersonages in de romantische filmkomedie My Fake Fiance.